# Tosca (film, 1956)
Pour plus de détails, voir Fiche technique et Distribution.
Tosca est un film italien réalisé par Carmine Gallone, sorti en 1956. Le film est basé sur la Tosca de Giacomo Puccini.

## Fiche technique
- Titre : Tosca
- Réalisation : Carmine Gallone
- Scénario d'après la pièce de Victorien Sardou et le livret de Giuseppe Giacosa et Luigi Illica
- Photographie : Giuseppe Rotunno
- Pays d'origine : Italie
- Format : Couleurs - 2,35:1 - Mono
- Genre : musical
- Date de sortie : 1956

## Distribution
- Franca Duval : Floria Tosca
- Maria Caniglia : Tosca
- Franco Corelli : Mario Cavaradossi
- Afro Poli : Baron Scarpia